# Спирамид
Спирамид (AMI-193) — селективный антагонист 5-HT2A, 5-HT1A и D2 рецепторов, антипсихотик. Он имеет пренебрежимо малую аффинность к 5-HT2C-рецепторам.